# Samuel Mörtling (1664–1724)
Samuel Mörtling, född 18 mars 1664 på Bökstad i i Vårdsbergs socken, död 14 mars 1724 i Vikingstads socken, var en svensk präst. 

## Biografi
Mörtling studerade i Linköping och blev 5 oktober 1687 student vid Uppsala universitet. Han prästvigdes 26 september 1690 och blev 1691 komminister i Törnevalla församling. Mörtling blev 1702 kyrkoherde i Östra Skrukeby församling. Han avled i Vikingstads socken under ett besök hos sin måg.

### Familj
Samuel Mörtling var son till bonden Sven som kom att flytta från Vårdsbergs socken till Mörtlösa i Sankt Lars socken. Mörtling gifte sig 1692 med Christina Molin (1667–1740). Hon var dotter till komministern i Törnevalla socken. De fick tillsammans barnen Brita (1692–1695), Maria (1695–1695), Annika, Margareta, Samuel Samuelis Mörtling, Brita och Petrus (född 1708).